# هنريك هانسن (مصارع رياضي)
هنريك هانسن هو مصارع رياضي دنماركي، ولد في 26 مايو 1920 في Frederiksværk Municipality ‏ في الدنمارك، وتوفي في 23 أغسطس 2010 في نيو لندن في الولايات المتحدة.

## وصلات خارجية
- هنريك هانسن على موقع قاعدة بيانات المصارعة الدولية (الإنجليزية)
- هنريك هانسن على موقع اللجنة الأولمبية الدولية (الإنجليزية)
- هنريك هانسن على موقع أوليمبيديا (الإنجليزية)